# Беатриса Португальская (герцогиня Савойская)
Беатрис Португальская (порт. Beatriz de Portugal; 31 декабря 1504, Лиссабон — 8 января 1538, Ницца, Приморские Альпы) — португальская инфанта, представительница Ависского дома, жена Карла III Савойского, герцогиня-консорт Савойи с 1521 года.

## Происхождение
Беатрис Португальская родилась 31 декабря 1504 года в Лиссабоне. Она была третьим ребёнком в семье короля Португалии Мануэла I и его второй жены Марии Арагонской. Братья Беатрис, Жуан I и Энрике, впоследствии стали королями Португалии. Сестра, Изабелла, стала супругой Карла V, императора Священной Римской империи.

## Брак и дети
29 сентября 1521 года в городке Виллефранше Беатрис обвенчалась с Карлом III, герцогом Савойским. Беатрис было шестнадцать лет, Карлу — тридцать четыре.
В браке родилось девять детей, шесть мальчиков и три девочки.
- Адриан (19 ноября 1522 — 10 января 1523)
- Людовик (4 декабря 1523 — 25 ноября 1536)
- Эммануил Филиберт (8 июля 1528 — 30 августа 1580)
- Катарина (25 ноября 1529 — май 1536)
- Мария (12 января 1530 — 1531)
- Изабелла (май 1532 — 24 сентября 1533)
- Эммануил (род. и ум. в мае 1533)
- Эммануил (род. и ум. в мае 1534)
- Иоганн (3 декабря 1537 — 8 января 1538)

Восемь из них умерли в возрасте от года до тринадцати лет. До совершеннолетия дожил лишь один сын четы, Эммануил Филиберт, который и унаследовал трон отца после его смерти в 1553 году.